# Begunje na Gorenjskem
Begunje na Gorenjskem este o localitate din comuna Radovljica, Slovenia, cu o populație de 975 de locuitori.